# Edward Winter (Kolonialadministrator)

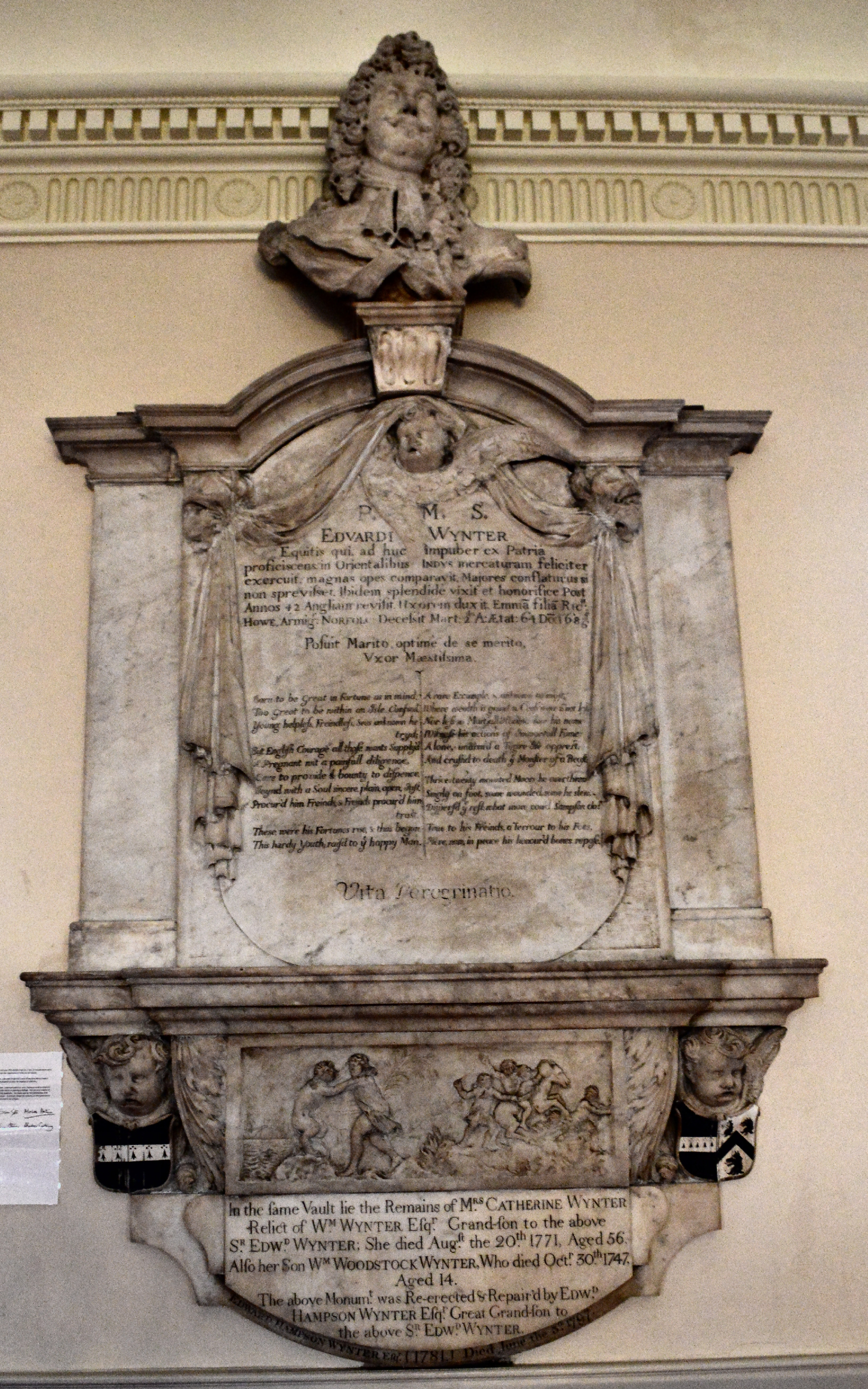
Grabmonument für Sir Edward Winter in der St. Mary’s Church in Battersea

Sir Edward Winter (* um 1621; † 2. März 1686 in Battersea, Surrey) war ein englischer Kaufmann und Kapitän, sowie Kolonialadministrator der Englischen Ostindien-Kompanie.

## Leben
Edward Winter war ein jüngerer Sohn des William Winter, einem Nachkommen von Admiral Sir William Winter (um 1525–1589). Als er etwa acht Jahre alt war, ging er in Begleitung seines älteren Bruders Thomas (um 1615–1681), der als Assistent in der Faktorei der Englischen Ostindien-Kompanie in Masulipatam beschäftigt war, nach Indien. Im Jahr 1644 war Edward Winter selbst Assistent in der Faktorei Masulipatnam. Das frühe Leben der beiden Winter-Brüder in Indien führte zu Unabhängigkeit von der Autorität und einer engen brüderlichen Zusammenarbeit, die auch nach Thomas’ Rückkehr nach England im Jahr 1651 anhielt. Der Verlust des Monopols der Englischen Ostindien-Kompanie während der Englischen Bürgerkriege gab den Brüdern die Möglichkeit, einen regen Privathandel zu betreiben, der sie persönlich sehr wohlhabend machte. Viele ihrer Aktivitäten wurden regelmäßig von den Direktoren der Ostindien-Kompanie in England getadelt.
Im Jahr 1651 wurde ihm gestattet, in Viravasaram zu bleiben, angeblich um Schulden gegenüber der Ostindien-Kompanie einzutreiben. Der Rat von Fort St. George stellte in einem Brief an die Ostindien-Kompanie vom 18. Januar 1651 fest, dass sein Gehalt (4 £ pro Jahr) in keinem Verhältnis zu seiner Beschäftigung stehe, die 50 £ pro Jahr verdiene. Insofern mag es kein Wunder sein, dass Winter den Geiz seiner Arbeitgeber durch eigene Handels- und Privatvereinbarungen mit lokalen indischen Gouverneuren zur Pacht von Dörfern rund um Viravasaram eindämmte – Aktionen, die in beim Direktorium der Ostindien-Kompanie in London als subversiv galten. Im Oktober 1651 zeigte er seine royalistische Haltung und Aggressivität, als er sein Schwert nahm, um einen Kollegen (William Fairfax) zu schlagen, der es ablehnte, auf das Wohl des exilierten Königs Karl II. zu trinken.
1652 wurde er Faktorist in Viravasaram und dann 1656 Leiter der Faktorei in Masulipatam. Winters eigenwillige Rücksichtslosigkeit zeigte sich auch in einer Reihe wenig erfolgreicher Handelsunternehmungen und in seinem Vorgehen gegenüber den lokalen Herrschern Indiens. Im Jahr 1656 gehörte er zu einer Gruppe von Engländern, die ein großes Schiff des Mir Jumla (1591–1663) (ehemaliger Nawab der Karnatik, der sich den Moguln anschloss und 1658 Subahdar von Bengalen wurde) beschlagnahmten. Winter kaufte das Schiff, um es selbst zu verwenden. In einem langwierigen Streit mit Mir Jumla, bei dem es zu zwei Belagerungen von Madras und einer Ausweitung des Konflikts nach Bengalen kam, wo der Salpeterhandel der Ostindien-Kompanie in Patna behindert wurde, missachtete Winter weiterhin alle Interessen außer seinen eigenen. Er gab das Schiff erst ab, nachdem er der Ostindien-Kompanie Zugeständnisse abgerungen hatte, und reiste kurz darauf am 24. Januar 1660 nach England ab.
Offenbar verließ er Indien, um sich in England niederzulassen; jedenfalls nahm er seine erste Gattin, Mary Potter, die aber an der Koromandelküste geboren und aufgewachsen war und 1661 als englische Untertanin naturalisiert wurde, und den Großteils seines beträchtlichen Vermögens mit. Als aber nach dem Zusammenbruch der englischen Republik und Wiederherstellung der Monarchie unter König Karl II. die Ostindien-Kompanie umstrukturiert wurde, wurde Winter am 11. Dezember 1661 als Agent mit Sitz in Fort St. George (Madras) zum Leiter der Aktivitäten der Ostindien-Kompanie im östlichen Indien gewählt. Trotz seiner Erfahrung zweifelten einige Direktoren der Ostindien-Kompanie daran, ob Winter sich für ihre Interessen einsetzen würde. Er musste deshalb, eine zusätzliche Sicherheit von 2000 £ hinterlegen, um sein pflichtgemäßes Betragen zu garantieren. Noch vor seiner Abreise adelte ihn König Karl II. am 13. Februar 1662 als Knight Bachelor.
Am 22. September 1662 erreichte er Fort St. George und trat sein dortiges Amt an, das er mit der gewohnten Entschlossenheit ausübte. Neben der Regelung der geschäftlichen Angelegenheiten, sowohl der des Unternehmens als auch seiner eigenen, ließ er auch das Fort ausbauen. Er baute eine hölzerne Kapelle, gründete ein Krankenhaus, gründete eine Bibliothek, errichtete Lagerhäuser, verlegte die Unterkünfte des Kaplans und der höheren Bediensteten in des Forts und verstärkte die Garnison mit englischen Soldaten. Er war auch mit einer Reihe von Problemen konfrontiert: Den steigenden Zollforderungen der lokalen indischen Herrscher, der Notwendigkeit, die Stadt Madras zu schützen, und den Schwierigkeiten, Schulden früherer englischer Bediensteter einzutreiben. Einige der Probleme waren von ihm selbst verursacht: Sein zunehmend erbitterter Streit mit William Jearsey (Leiter der Faktorei von Masulipatam) und seine Beziehungen zum Personal von Fort St. George. Winters arrogante und aggressive Persönlichkeit führte dazu, dass er Ende 1662 in einem Handgemenge mit den Bediensteten des indischen Gouverneurs in Masulipatam im Gesicht verwundet wurde. Obwohl die Ursachen nicht bei ihm lagen, verschärfte Winters Haltung die Beziehungen. Am 10. Juli 1663 ertrank er beinahe, als ein Surfboat in der Brandung kenterte; sein Schwiegersohn ertrank bei dem Unfall.
Winters Aktivitäten, insbesondere die Kosten seiner Baumaßnahmen, führten zu zunehmender Unzufriedenheit in London. Die Direktoren der Ostindien-Kompanie erwogen, ihn zu entlassen, aber sein Bruder Thomas – inzwischen selbst Direktor – konnte das Komitee konnte dieser Maßnahme abwenden. Mitte 1664 schickte das Unternehmen Nicholas Buckeridge, um die Angelegenheiten in Madras zu untersuchen. Da Winter bereits seinen Wunsch geäußert hatte, nach Ablauf seines Vertrags von seinem Kommando entbunden zu werden, beschloss das Unternehmen, das Ergebnis von Buckeridges Nachforschungen nicht abzuwarten, und beschloss am 22. August 1664, George Foxcroft als Nachfolger von Winter nach Fort St. George zu schicken. Winter sollte als Stellvertreter Foxcrofts in Fort St. George bleiben dürfen, bis er sein Anwesen veräußern und nach England zurückkehren konnte. Obwohl Winter das Fort ohne Schwierigkeiten an Foxcroft übergab, als dieser am 22. Juni 1665 eintraf, verärgerte ihn der Vorgang. Eine Zusammenarbeit zwischen Winter, der den größten Teil seines Lebens in Indien verbracht hatte, und Foxcroft, der keinerlei Indien-Erfahrung hatte, wurde unmöglich. Eine Gruppe von Unterstützern Winters beschuldigte Foxcrofts Sohn hochverräterischer Äußerungen gegen den König, übernahm mit Unterstützung der Garnison am 16. September 1665 die Kontrolle über Fort St. George und setzte Winter wieder ein. Winter schrieb daraufhin an König Karl II. den Erzbischof von Canterbury, und rechtfertigte sein Vorgehen als Maßnahme gegen die puritanischen und antiroyalistischen Aktivitäten Foxcrofts. Foxcroft bat unterdessen den Agenten von Masulipatam, den Präsidenten von Surat sowie den Sultan von Golkonda um Hilfe. Die Behörden in Masulipatam und Surat sowie die Direktoren des Unternehmens protestierten ergebnislos bei Winter. Unter anderem vor dem Hintergrund des Englisch-Niederländischen Seekriegs (1665–1667) gelang es Winter, Fort St. George fast drei Jahre lang zu halten, trotz aller Bemühungen der Ostindien-Kompanie, es zurückzugewinnen. Während dieser Zeit setzte er den regelmäßigen Briefwechsel mit dem Unternehmen und den Ausbau der Befestigungsanlagen weiterhin fort und ließ das christliche Viertel der Stadt Madras mit einem vollständigen Mauerring umschließen. Gleichwohl behinderte sein Besitz der Forts jedoch den Handel des Unternehmens im östlichen Indien erheblich. Nach vielen Vorwürfen von allen Seiten und auf Vermittlung des Königs konnte er schließlich überredet werden, das Fort den Kommissaren der Ostindien-Kompanie am 22. August 1668 zu übergeben, die George Foxcroft wieder eingesetzten.
Winter blieb die nächsten vier Jahre in Indien und versuchte, seine Besitzungen gegen die Forderungen des Unternehmens zu sichern. Im Januar 1672 kehrte er ohne seine Gattin und seine Kinder (ein Sohn und zwei verheiratete Töchter) nach England zurück. Im folgenden Jahr erhob das Unternehmen Klage gegen ihn auf Rückforderung von 20.000 £ Schadenersatz. Nachdem alle Schlichtungsversuche gescheitert waren, wurde die Angelegenheit am 12. Juni 1674 vom Lordkanzler, dem Earl of Shaftesbury, zugunsten von Winter entschieden. Das Unternehmen wurde angewiesen, ihm die beachtliche Summe von 6000 £ zu zahlen. Am 11. August 1674 verweigerte die Ostindien-Kompanie Winter die Erlaubnis, nach Indien zurückzukehren. Obwohl sich Winter um öffentliche Hilfe gegen die Entscheidung des Unternehmens bemühte, musste er in England bleiben. Er ließ sich im Anwesen York House in Battersea bei London nieder. Am 20. Dezember 1682 heiratete er in zweiter Ehe Emma Withe, die verwitwete Tochter von Richard Howe aus Norfolk, nachdem seine erste Gattin 1680 oder 1681 gestorben war. Er starb 1686 im Alter von 64 Jahren in Battersea und wurde in der dortigen Pfarrkirche bestattet.